# Heliodoro Castaño
Pour les articles homonymes, voir Castaño.
Heliodoro Castaño Pedrosa est un footballeur espagnol né le 5 avril 1933 à Alcazarquivir (Maroc espagnol) et mort le 25 septembre 2019 à Valence. Il évoluait au poste d'attaquant.

## Biographie
Né au Maroc espagnol, Castaño est formé en métropole au sein du Valencia CF Mestalla.
Il revient au Maroc jouer sous les couleurs de l'España de Tánger en 1954. Lors de la saison 1954-1955, il se met en évidence en marquant 23 buts en deuxième division avec cette équipe. Il est notamment l'auteur d'un triplé le 19 septembre 1954, lors de la réception du CD Badajoz, permettant à son équipe de l'emporter sur le large score de 5-1.
Il est joueur du Real Madrid CF de 1955 à 1956.
Avec le Real Madrid, il dispute deux matchs lors de la campagne victorieuse en Coupe des clubs champions en 1955-1956. Il dispute la double confrontation contre le Partizan Belgrade en quarts de finale, inscrivant deux buts lors du match aller.
Lors de la saison 1956-1957, Castaño est joueur du Real Jaén.
De 1957 à 1962, il évolue sous les couleurs du Real Betis. Lors de la saison 1958-1959, il s'illustre en marquant 14 buts en première division.
En 1962, il est joueur du Córdoba CF.
Après une dernière saison 1963-1964 avec le CE L'Hospitalet, il raccroche les crampons.
Heliodoro Castaño dispute un total de 61 matchs en première division espagnole, inscrivant 21 buts, et 96 matchs en deuxième division, marquant 38 buts.

## Palmarès
Real Madrid
- Coupe des clubs champions (1) :
  - Vainqueur : 1955-56.